# Amelanchier sanguinea
Amelanchier sanguinea är en rosväxtart som först beskrevs av Frederick Traugott Pursh, och fick sitt nu gällande namn av Dc.. Amelanchier sanguinea ingår i släktet häggmisplar, och familjen rosväxter. Utöver nominatformen finns också underarten A. s. gaspensis.

## Bildgalleri

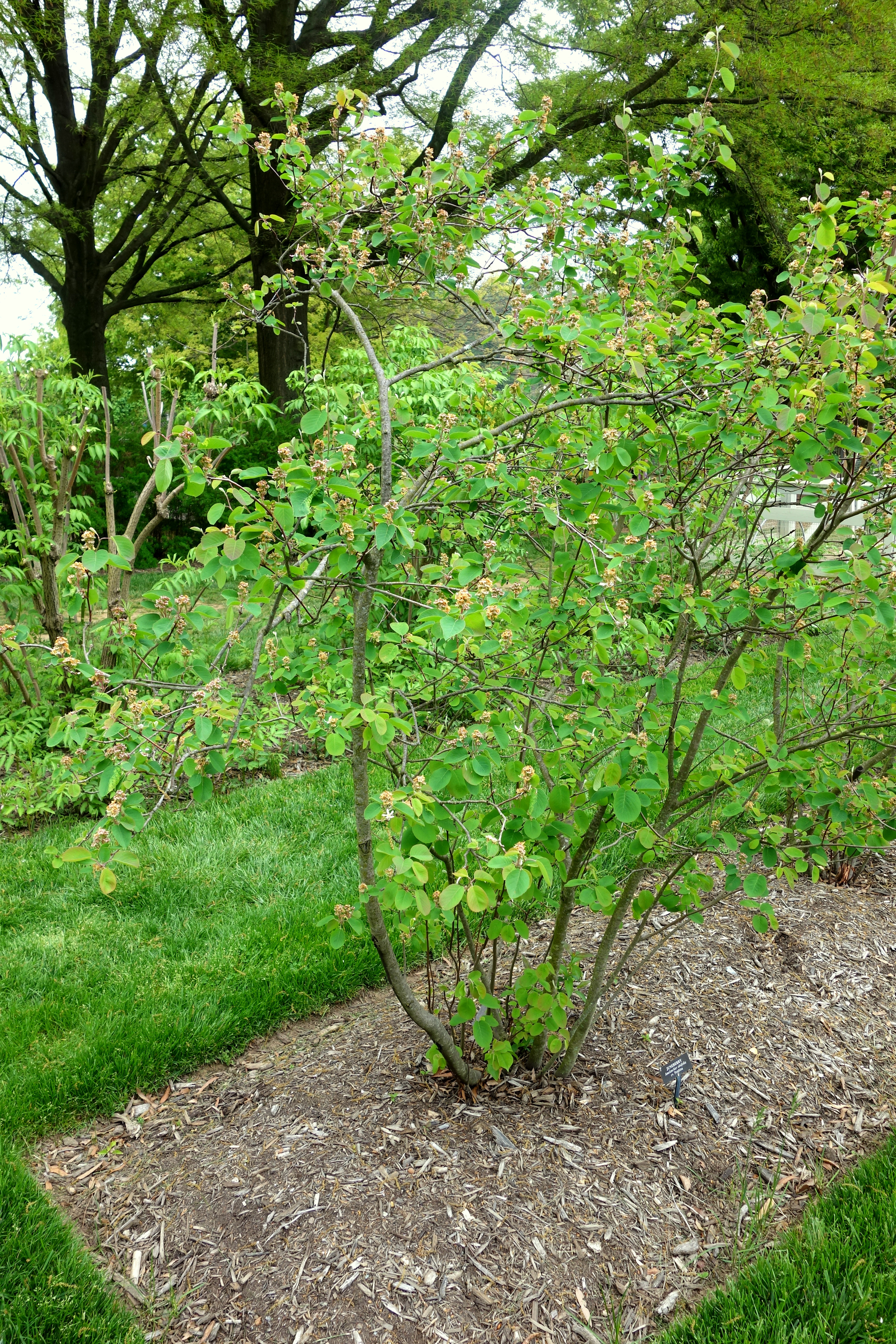
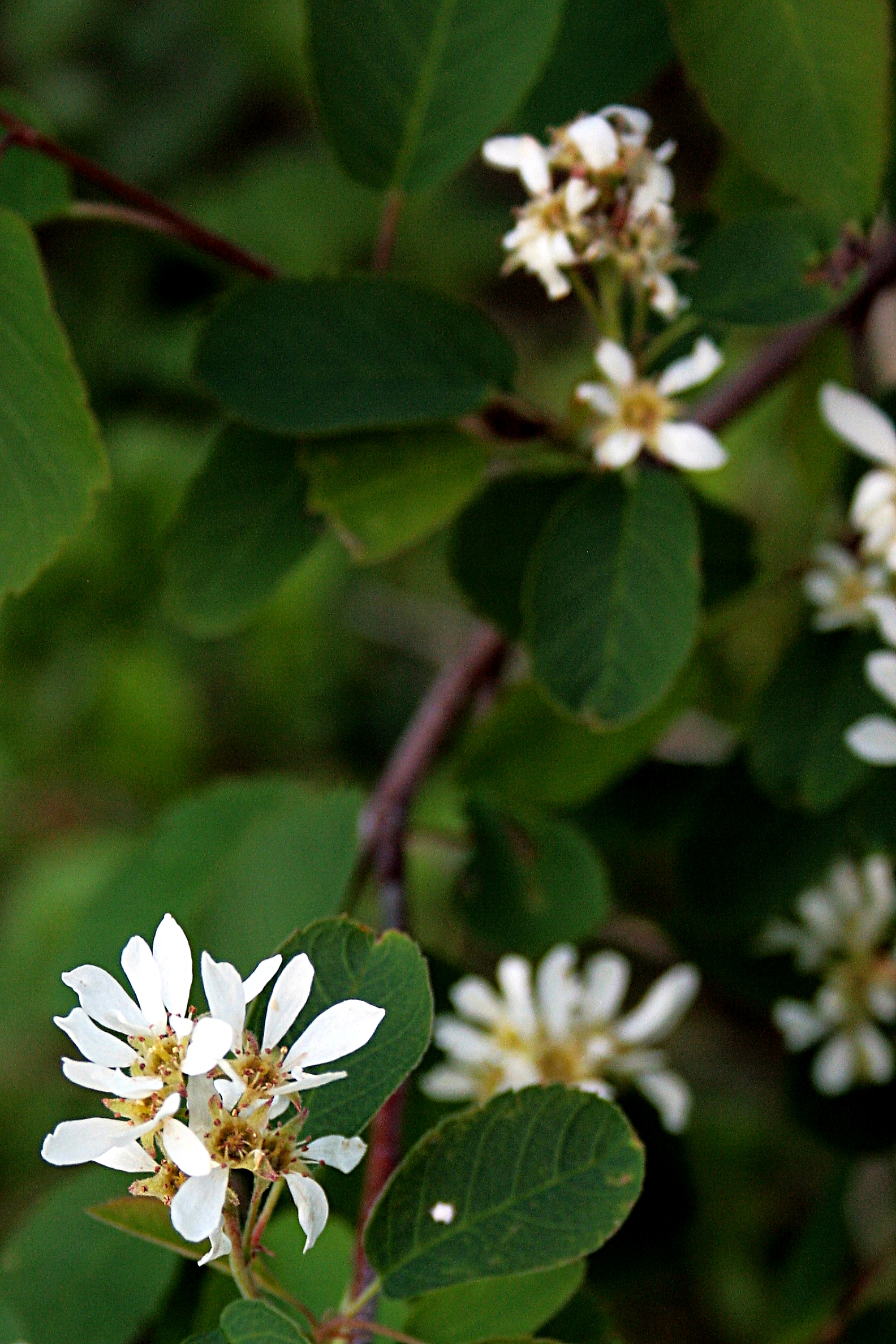
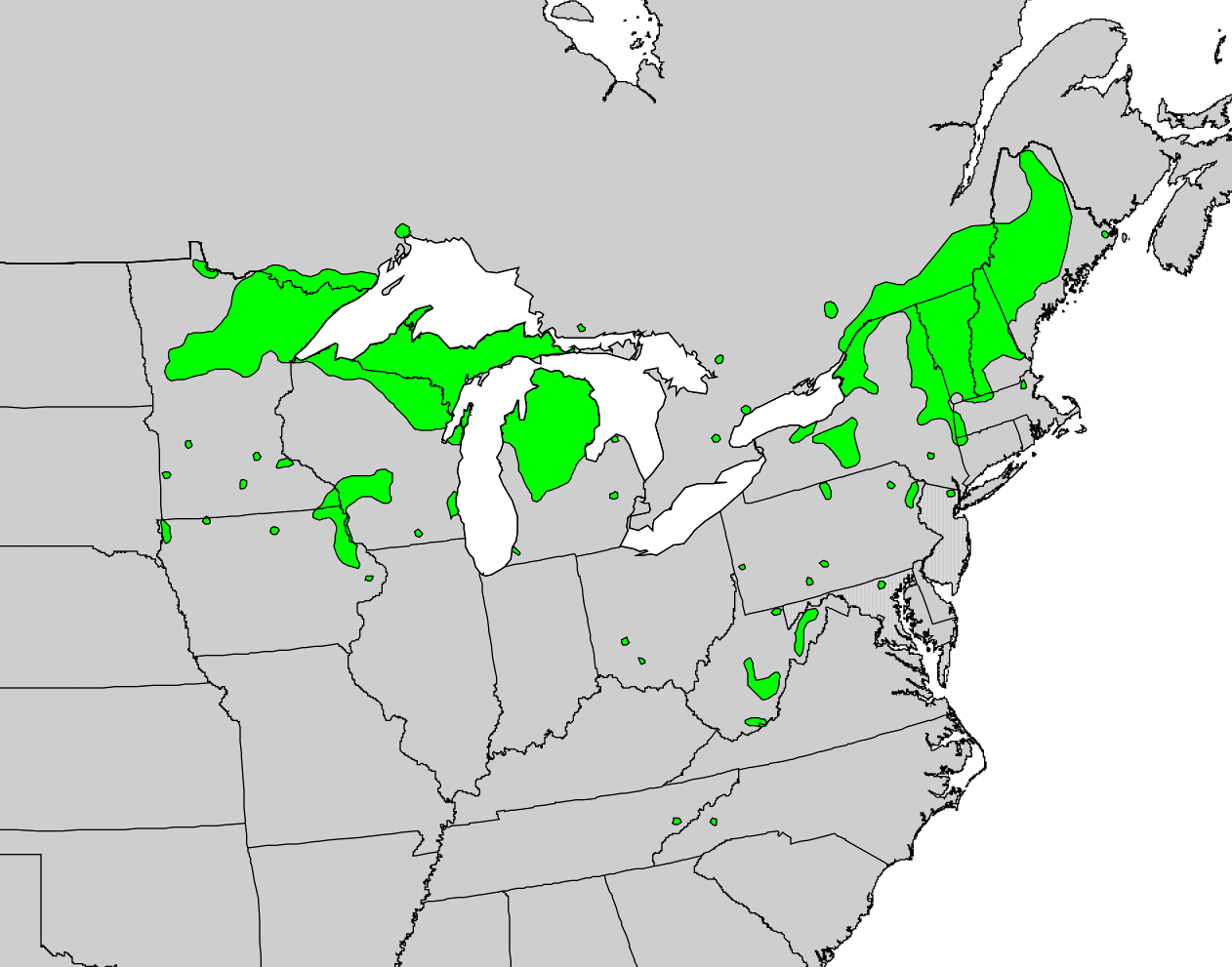